# Albina Felski
Albina Felski (1916–1996) foi uma artista de folclore autodidata canadiana-americana. O seu trabalho está incluído nas coleções do Museu Smithsoniano de Arte Americana e do Museu de Arte Inteligente.